# Shipley-Gletscher
Der Shipley-Gletscher ist ein rund 40 km langer Gletscher in den nördlich-zentralen Admiralitätsbergen im Norden des ostantarktischen Viktorialands. Er fließt von den Nordhängen des Mount Adam entlang der Ostwand der DuBridge Range zur Pressure Bay an der Pennell-Küste. Einige Seitenarme des Gletschers umgehen die Pressure Bay und erreichen die Somow-See westlich von Flat Island.
Das seewärtige Ende des Gletschers wurde erstmals von der durch den britischen Polarforscher Victor Campbell (1875–1956) geleiteten Nordgruppe der Terra-Nova-Expedition (1910–1913) kartiert. Campbell benannte den Gletscher auf Vorschlag seines Expeditionskameraden Raymond Priestley nach dem britischen Zoologen Arthur Shipley (1861–1927), von 1910 bis 1927 Master des Christ’s College der University of Cambridge.